# Hemiechinus
Hemiechinus là một chi động vật có vú trong họ Erinaceidae, bộ Erinaceomorpha. Chi này được Fitzinger miêu tả năm 1866. Loài điển hình của chi này là Erinaceus platyotis Sundevall, 1842 (= Erinaceus auritus Gmelin, 1770).

## Hình ảnh

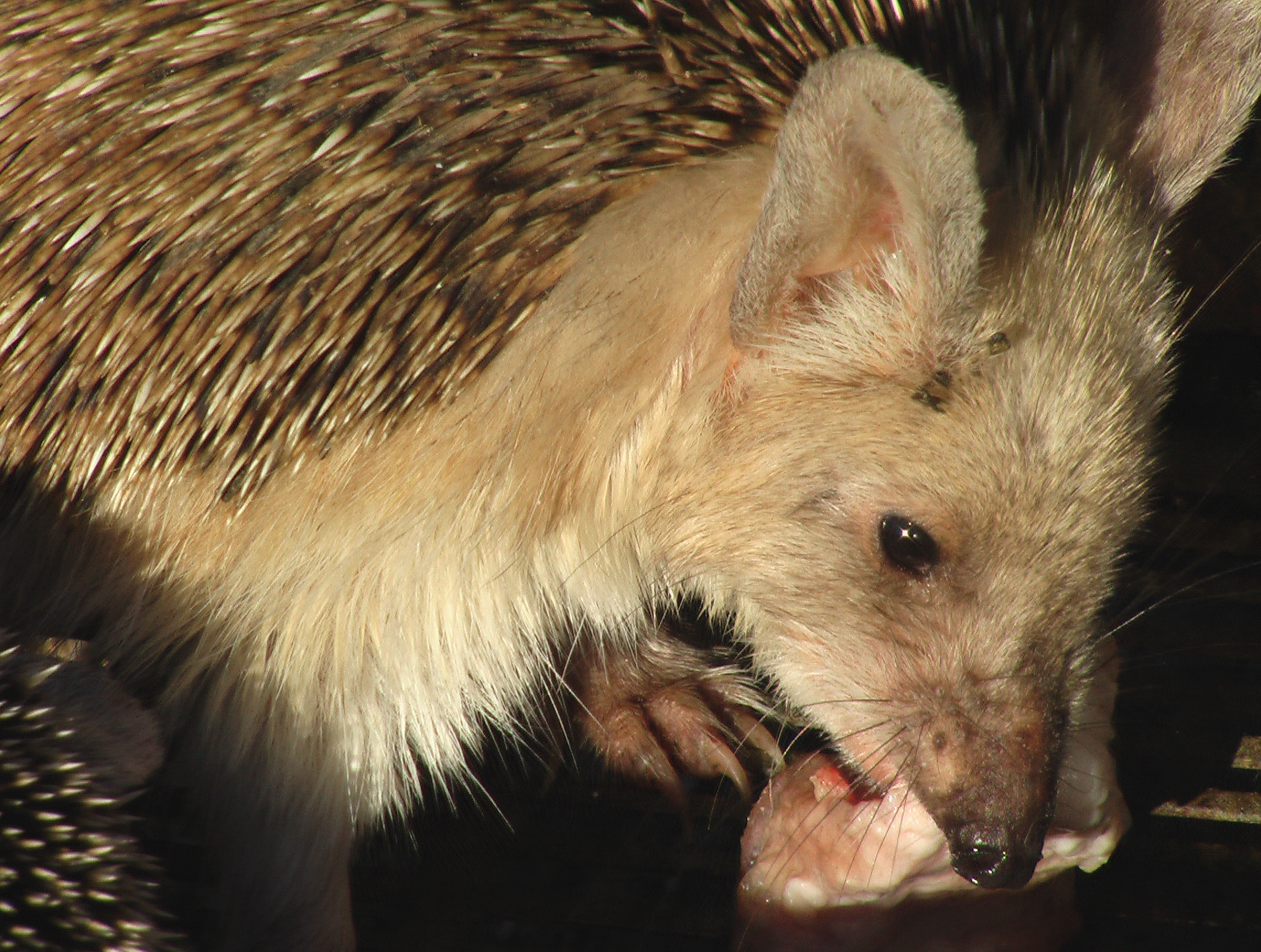
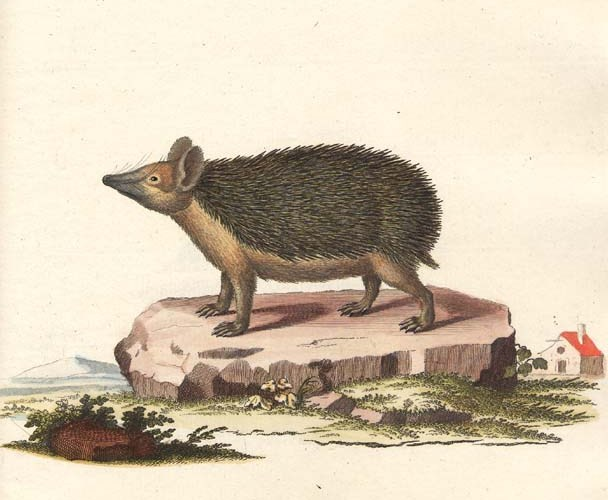
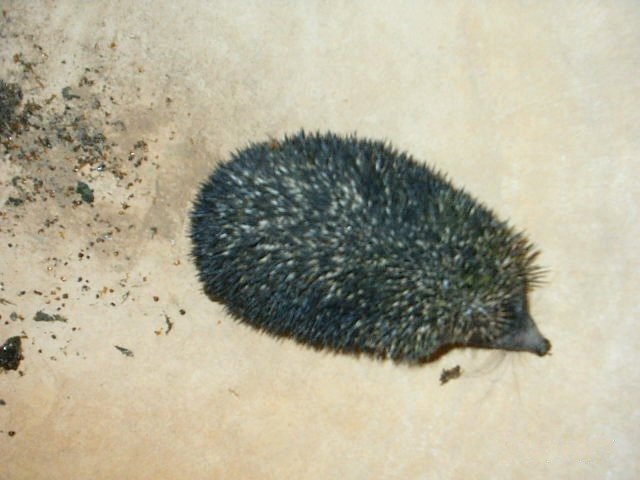

## Các loài
Chi này gồm các loài: